# Канторович, Владимир Яковлевич
Влади́мир Я́ковлевич Канторо́вич (1901—1977) — советский писатель, журналист, автор очерков. Член Союза писателей СССР (1935).

## Биография
Родился 2 (15) апреля 1901 года в Петербурге в семье юриста Я. А. Канторовича. В 1924 году окончил факультет общественных наук МГУ, занимался научной работой в ВСНХ и в Госплане СССР, одновременно преподавал экономику советского хозяйства в МГУ. В 1934 году работал корреспондентом газет «Известия» и «Восточно-Сибирская правда». В 1935 году принят в Союз писателей СССР. В 1936 участвовал в 3‑м пленуме СП СССР, на котором обсуждался вопрос о развитии башкирской литературы; выступил в центральной печати со статьёй «О критике башкирской литературы». Много путешествовал по Советскому Союзу, в том числе на Сахалине и Камчатке, на Крайнем Севере и в Якутии, на Украине, Рязанщине, в Башкирии и на Урале. В 1935—1937 гг. вёл отдел критики в журнале «Наши достижения», в котором под руководством М. Горького разрабатывал проблемы художественного очерка. В 1937 году участвовал в переписи нивхских стойбищ на Северном Сахалине.
15 ноября 1937 году арестован, осужден по ст. 58—10 УК РСФСР на 5 лет исправительно-трудовых лагерей (в вину ему вменялись публичные высказывания против Указа от 27 июня 1936 года «О запрещении абортов»), после освобождения находился в ссылке. После реабилитации в 1956 году вернулся к литературной деятельности, восстановлен в Союзе писателей СССР.
В 1960-е был близок к редакции журнала «Новый мир», но крупных вещей не публиковал, а помещал в основном рецензии и краткие реплики по поводу книжных новинок. Много печатался в «Вопросах литературы»: с 1958-го по 1978 год здесь появились 18 его статей, обозрений и рецензий.
Умер 27 июня 1977 года в Москве.

## Творчество
С художественной литературой начал печататься в 1929 году. Работал преимущественно в жанре очерка. В 1959 году опубликовал повесть для детей «Марафонский бег». Неоднократно приезжал в Сахалинскую область и оставил после себя документально-художественные материалы по её истории. В 1961 году путешествовал по западному побережью Сахалина с А. С. Ткаченко. В 1963 году посетил полуостров Шмидта. Результатом поездки стала книга «Окраина на окраине», вошедшая в сборник «Сахалинские тетради» (1965), который он создавал более 30 лет на основе своих путешествий по островному краю. Фрагменты из этих наблюдений печатались в газете «Советский Сахалин» (1959). Научное сообщение «Русская речь нивхов», прочитанное им в 1959 году в Институте этнографии АН СССР, публиковалось в сборнике «Литературный Сахалин» (1960), художественный очерк «Конец Винокурова» — в журнале «Дальний Восток» (1961), серия очерков «В сахалинских поездках» — в журнале «Дружба народов» (1965) и др.